# 大原内親王
大原内親王（おおはらないしんのう）は、平城天皇の第3皇女。母は宮人の贈従三位・伊勢継子（正四位下木工頭・伊勢老人の娘）。高岳親王の同母姉妹。伊勢斎宮。

## 生涯
大同元年（806年）11月13日、平城天皇の斎宮に卜定され、同2年（807年）8月24日に野宮入り、同3年（808年）9月4日に伊勢に群行したが、翌4年（809年）4月1日には、平城天皇の譲位により半年余りで退下した。弘仁元年（810年）叔父・嵯峨天皇から、近江国・播磨国・備前国の穀800斛を賜る。同年、薬子の変により同母兄弟の高岳親王が皇太子を廃された。清和天皇（嵯峨天皇の曾孫）の治世になった貞観5年（863年）正月19日、無品のまま死去した。